# 陳龍海
陳 龍海（チェン・ロンハイ、1991年3月29日 - ）は、中華人民共和国の男子バレーボール選手である。

## 来歴
中国の安徽省淮北市出身。13歳の頃、体を鍛えるためにバレーボールを始める。
2014年、世界選手権に出場した。
2016年、ワールドリーグに出場。以降、ワールドリーグと、それにとって代わり2018年以降開催されるネーションズリーグに出場し続ける。
2017年、アジア選手権に出場。2018年、世界選手権に出場。2019年もアジア選手権に出場。
2020年東京オリンピックの大陸間予選とアジア予選にも出場。しかし、惜しくもアジア予選決勝で敗れ、オリンピック出場はかなわなかった。
2021年、ジェイテクトSTINGSに入団した。
2023年6月30日、契約期間満了に伴いジェイテクトSTINGSを退団した。

## 球歴
- 中国代表
  - バレーボール世界選手権 - 2014年、2018年
  - ワールドリーグ - 2016年、2017年
  - ネーションズリーグ - 2018年、2019年
  - アジア選手権 - 2017年、2019年

## 所属チーム
- 上海金色年華 (zh)
- ジェイテクトSTINGS （2021-2023年）